# Ray-Ban
 (транскр.  Реј-Бан) је бренд луксузних наочара за сунце. Основан је 1936. Најпознатији је по линијама Wayfarer и Aviator.